# Beatallica
Beatallica ist eine amerikanische Band aus dem mittleren Westen der USA. Die Band verbindet die Heavy-Metal-Klänge von Metallica mit typischen Motiven der Beatles. Der Gesang von Jaymz erinnert dabei stark an die Intonation von James Hetfield, dem Sänger von Metallica.
Jeder ihrer Liedtitel ist eine Abwandlung eines Titels der Beatles (z. B. Hey Dude) oder von Metallica (z. B. For Horsemen) oder eine Kombination von beiden (z. B. The Thing That Should Not Let It Be). Die Liedtexte sind eine Satire auf Texte von Metallica und den Beatles. Meistens ergeben sie wenig Sinn und sollen einfach nur lustig sein. Als Melodie wurden meistens die Melodien der Beatles-Songs genommen und die Riffs von Metallica unterlegt (For Horsemen z. B. ist die Melodie von dem Beatles-Song „For No One“, die Begleitriffs sind aus „The Four Horsemen“ von Metallica und die Texte sind Kombinationen aus beiden Liedertexten.)

## Bandgeschichte
Ihr erstes Album A Garage Dayz Nite spielte die Band an einem Tag im April 2001 innerhalb von 15 Stunden ohne weitere Proben ein.
Aus rechtlichen Gründen verzichtet die Band ursprünglich darauf, ihre Musik auf CDs zu pressen und zu verkaufen oder für Musikdownloads Geld zu verlangen. Sie befürchteten Zahlungsforderungen aus Urheberrechtsansprüchen der beiden in ihrer Musik parodierten Bands. Sie stellten ihre Alben deshalb kostenlos zum Download auf ihre Website und wollten anonym bleiben. Außerdem ermutigt sie ihre Fans, die Musik weiter zu verbreiten: „Download and burn CD-R's to your heart’s content. Just thrash and let the metal flow.“
Ab 2004 begann die Band außerdem auch außerhalb der USA zu touren. 2007 spielten sie außerdem auf dem Earthshaker-Festival. 2009 spielten sie als Vorgruppe für J.B.O. auf deren 2009er Tour.
Im Februar 2005 erreichte Sony als Inhaber der Urheberrechte der Beatles-Songs kurzzeitig die Abschaltung der Homepage von Beatallica. Es sei für Sony ein „substanzieller und irreparabler Schaden“ entstanden. Die Band hatte dabei jedoch die Unterstützung von Metallica.
Da am 10. Juli 2007 das erste offizielle Album auf CD erschien, wurden alle Downloads von der offiziellen Bandhomepage entfernt. Auf dem Album sind viele alte Songs, aber auch neue Songs zu finden.
2008 erschien die Single „All You Need Is Blood“, die als Dank für die Fans galt. Auf der CD befindet sich ausschließlich eine Parodie auf den Song „All You Need Is Love“ in 13 verschiedenen Sprachen, u. a. auch auf Deutsch („Alle sie bedarf ist Blut“). Vor dem eigentlichen Lied wurde die Nationalhymne des jeweiligen Landes angespielt.
2009 spielten sie für die Bonus-DVD des Albums I Don't Like Metal – I Love It  von J.B.O. eine Coverversion des Stücks „Ein guter Tag zum Sterben“ auf Deutsch ein.

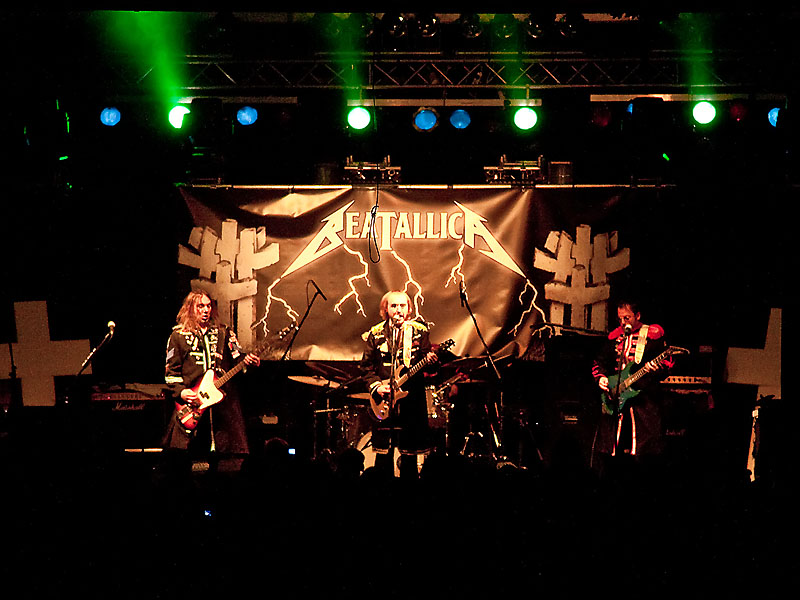
Beatallica im Dezember 2009 im Werk II in Leipzig

## Bandmitglieder
Jedes Bandmitglied trägt einen Künstlernamen, der sich jeweils aus dem Namen eines Mitglieds von Metallica und eines Mitglieds der Beatles zusammensetzt, passend zu seinem jeweiligen Instrument
- Jaymz Lennfield (Anspielung auf John Lennon und James Hetfield jeweils Sänger und Gitarristen der beiden Bands) (Michael Tierney) – Gesang, Rhythmusgitarre, Texte
- Grg Hammettson (Anspielung auf Kirk Hammett und George Harrison, jeweils Gitarristen der beiden Bands) (Jeff Salzman) – alle Musikinstrumente, Leadgitarre
- Kliff McBurtney (Anspielung auf Cliff Burton, verstorbener ehemaliger Bassist von Metallica, und Paul McCartney, jeweils Bassisten der beiden Bands) (Lee Brusso, Paul Terrien) – Bass
- Ringo Larz (Anspielung auf Lars Ulrich und Ringo Starr die jeweiligen Schlagzeuger der beiden Bands) (Ryan Charles) – Schlagzeug

## Diskografie
Ursprünglich waren ihre Alben nur als Download im Internet erhältlich. Die Band hat im Vorfeld des Erscheinens ihres ersten offiziellen Albums allerdings entschieden, die Downloads aus dem Netz zu nehmen.
- 2001: A Garage Dayz Nite (EP)
- 2004: Beatallica (EP)
- 2007: Sgt. Hetfield's Motorbreath Pub Band (Album)
- 2008: All You Need Is Blood (Single)
- 2009: Masterful Mystery Tour (Album)
- 2009: Winter Plunderband (Weihnachts-EP)
- 2013: Abbey Load (Album)
- 2021: The Devolver Album (Album)